# Сільвен Лефевр
Сільвен Жан Лефевр (фр. Sylvain Jean Lefebvre; 14 жовтня 1967, м. Ричмонд, Канада) — канадський хокеїст, захисник.
Виступав за «Лаваль Тайтен» (QMJHL), «Шербрук Канадієнс» (АХЛ), «Монреаль Канадієнс», «Торонто Мейпл-Ліфс», «Квебек Нордікс», «Колорадо Аваланш», «Нью-Йорк Рейнджерс», «Гартфорд Вулф-Пек» (АХЛ), СК «Берн».
В чемпіонатах НХЛ — 944 матчі (30+154), у турнірах Кубка Стенлі — 129 матчів (4+14). У чемпіонатах Швейцарії — 11 матчів (2+4), у плей-оф — 15 матчів (0+6).
Досягнення
- Володар Кубка Стенлі (1996)
- Чемпіон Швейцарії (2004).

Тренерська кар'єра
- Помічник головного тренера «Лейк-Ейрі Монстерс» (2007—09, АХЛ)
- Помічник головного тренера «Колорадо Аваланш» (з 2009, НХЛ)